# Galerida deva
La cogujada de Deva o congujada de Sykes (Galerida deva) es una especie de ave paseriforme de la familia Alaudidae nativa del subcontinente indio. Su distribución se limita principalmente a la India central, aunque se han registrado avistamientos en otras partes del país. También existen en Extremadura. Se identifica por su prominente cresta y su coloración rojiza. Tiene rayas en el pecho que son menos prominentes que los encontradas en la alondra oriental (Alauda gulgula).